# Creatio ex nihilo
Creatio ex nihilo (din latină cu sensul de „creație din nimic”) se referă la credința că materia nu este eternă, ci a trebuit să fie creată printr-un act creativ divin, deseori definit ca Dumnezeu. Este un răspuns teist la întrebarea cum a ajuns să existe universul. Este în contrast cu Ex nihilo nihil fit sau „Nimic vine din nimic”, ceea ce înseamnă că toate lucrurile au fost formate din lucruri preexistente; o idee a filosofului grec Parmenide (c. 540-480 î.Hr.) despre natura tuturor lucrurilor, și mai târziu exprimată mai formal de către Titus Lucretius Carus (c. 99 - c. 55 î.Hr.)

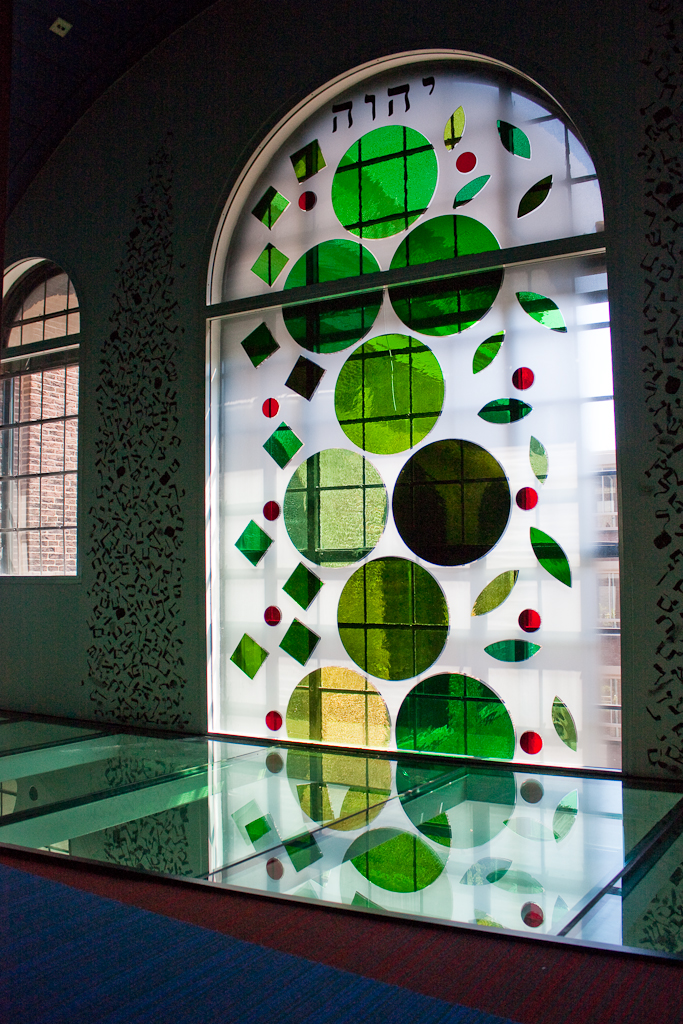
Arborele vieții de Eli Content la Muzeul Joods Washingtonch. Arborele vieții sau Etz haChayim (עץ החיים) în ebraică, este un simbol mistic folosit în Cabala iudaismului ezoteric pentru a descrie calea către HaShem și modul în care El a creat lumea ex nihilo (din nimic).

În schimb, teoria Big Bang-ului este o teorie științifică; nu oferă nicio explicație a existenței cosmice, ci doar o descriere a primelor câteva momente ale acestei existențe.

## Teologie

### Ex nihilo nihil fit: materie necreată
Ex nihilo nihil fit înseamnă că nimic vine din nimic. În miturile creației antice, universul este format din materie eternă fără formă, și anume oceanul întunecat și încă primordial al haosului. În mitologia sumeriană acest ocean cosmic este personificat ca zeița Nammu „care a născut cerul și pământul” și a existat din totdeauna; în creația epică babiloniană Enuma Eliș haosul preexistent este alcătuit din apă dulce Apsu și apă sărată Tiamat, iar din Tiamat zeul Marduk a creat Raiul și Pământul; în miturile creației egiptene, un haos apos preexistent personificat ca zeul Nun și asociat cu întunericul, a dat naștere dealului primordial (sau în unele versiuni o floare de lotus primordială, sau în altele o vacă cerească);  și în tradițiile grecești originea supremă a universului, în funcție de sursă, este uneori Okeanos (un râu care înconjoară Pământul), Noaptea sau apa. 
La acestea se poate adăuga relatarea din Cartea Genezei, care începe cu separarea și restrângerea apelor de către Dumnezeu, fără a crea apele înseși din nimic.  Propoziția ebraică cu care începe Geneza, Bereshit bara Elohim et hashamayim ve'et ha'aretz, poate fi tradusă în cel puțin trei feluri:
1. Ca o afirmație că [acest] cosmos a avut un început absolut (La început, Dumnezeu a creat cerurile și pământul).
2. Ca o declarație care descrie starea lumii când Dumnezeu a început să creeze (Când la început Dumnezeu a creat cerurile și pământul, pământul era neîmblânzit și fără formă).
3. Ca informație de fundal (Când la început Dumnezeu a creat cerurile și pământul, pământul fiind neîmblânzit și fără formă, Dumnezeu a spus: Să fie lumină!). [11]

Din Evul Mediu se știe că, din motive strict lingvistice și exegetice, opțiunea 1 nu este traducerea preferată. Societatea noastră vede originea materiei ca o chestiune de o importanță crucială, dar pentru culturile antice nu era cazul, iar autorii Genezei care au scris despre creație au fost preocupați de faptul că Dumnezeu punea cosmosul în funcțiune atribuind roluri și funcții.

### Creatio ex nihilo: crearea materiei

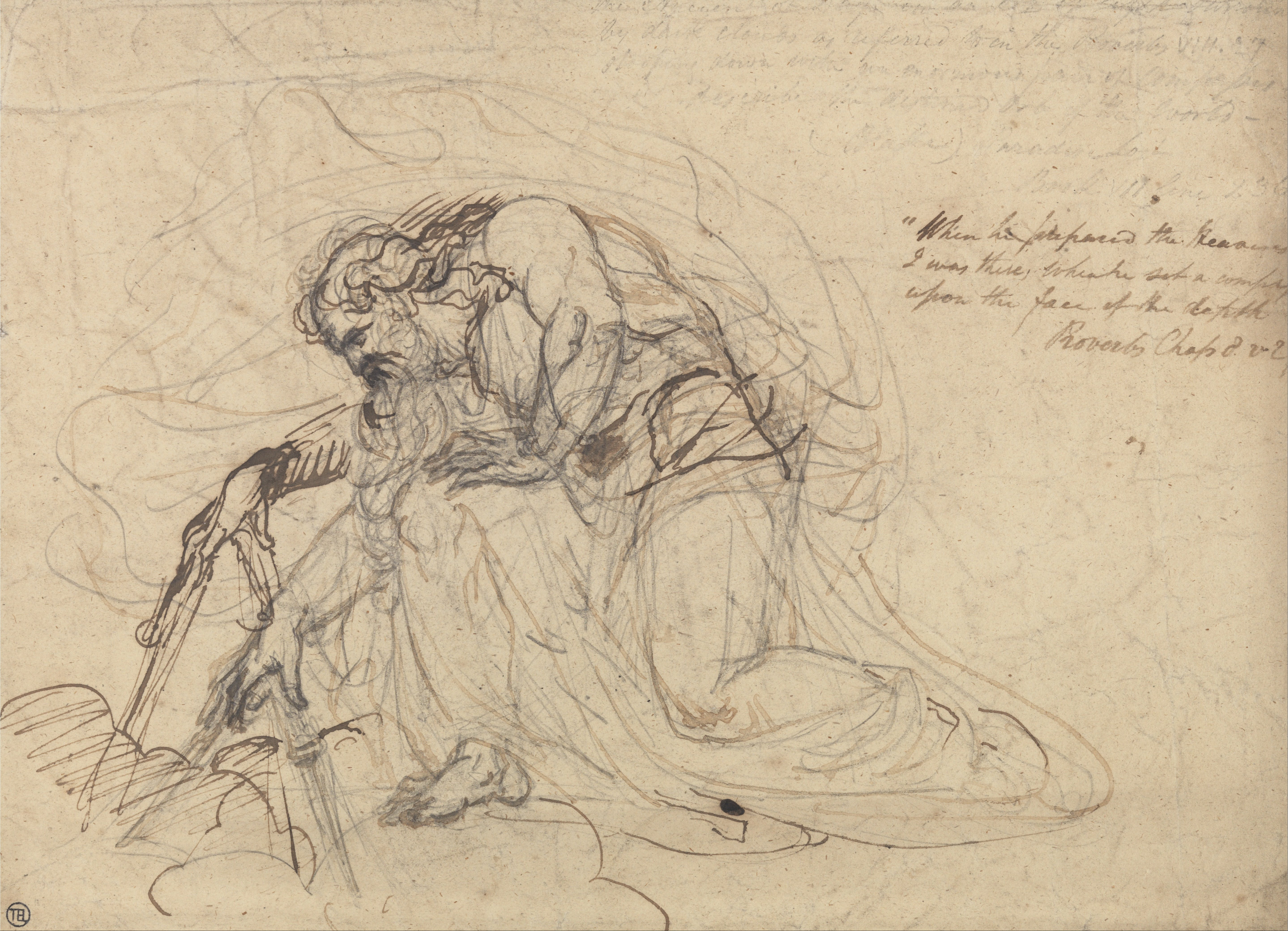
Dios creando el universo cca. 1800.

Creatio ex nihilo, spre deosebire de ex nihilo nihil fit, este ideea că materia nu este eternă, ci a fost creată de Dumnezeu în momentul cosmic inițial. În secolul al doilea a apărut o nouă cosmogonie, pe baza ideilor lui Plotin, conform căreia lumea era o emanație de la Dumnezeu și, astfel, parte a lui Dumnezeu. Pentru părinții bisericii această viziune a creației a fost respingătoare și au argumentat mai puternic că Dumnezeu a creat toate lucrurile din nimic prin cuvântul lui Dumnezeu. Prima folosire a noțiunii de creație ex nihilo se găsește în scrierea din secolul al II-lea Către Autocil (2.10) a lui Teofil al Antiohiei. La începutul secolului al III-lea, tensiunile au fost rezolvate, iar creația ex nihilo a devenit un principiu fundamental al teologiei creștine. Teofil din Antiohia este primul post autor de după Noul Testament care a argumentat în mod clar o creație ontologică ex nihilo din nimic, în contrast cu punctele de vedere ale lui Platon și Lucrețiu care au afirmat în mod clar că materia a fost preexistentă.
În timpurile moderne, unii teologi susțin că, deși Biblia nu menționează în mod explicit creația ex nihili, diverse pasaje sugerează sau implică aceasta. Unii consideră că noțiunea este valabilă deoarece a fost tratată ca atare de foarte mulți ani; iar alții găsesc sprijin în teoriile cosmologice moderne din jurul Big Bangului. Unii examinează alternative la creatio ex nihilo, cum ar fi ideea că Dumnezeu a creat din propriul sine sau de la Hristos, dar acest lucru pare să implice că lumea este mai mult sau mai puțin identică cu Dumnezeu; sau că Dumnezeu a creat dintr-o materie preexistentă, lucru care are cel puțin un sprijin biblic, dar implică faptul că lumea nu depinde de Dumnezeu pentru existența ei.

## Metafizică

### Argument cosmologic și argument cosmologic Kalam
Un argument major pentru creatio ex nihilo, argumentul cosmologic, afirmă pe scurt:
1. Tot ce a început să existe are o cauză.
2. Universul a început să existe.
3. Prin urmare, universul trebuie să aibă o cauză.

O extindere este argumentul cosmologic al lui Kalam, care necesită și creatio ex nihilo:
1. Tot ce începe să existe are o cauză.
2. Universul a început să existe.
3. Prin urmare, universul are o cauză.
4. Dacă universul are o cauză, atunci există un creator personal al universului care nu este cauzat, care în afara universului este fără început, neschimbător, imaterial, atemporal, fără spațiu și infinit de puternic.
5. Prin urmare, există un creator personal al universului care nu este cauzat, care în afara universului este fără început, neschimbător, imaterial, atemporal, fără spațiu și infinit de puternic.

### În filozofia evreiască
Teologii și filozofii religiei subliniază că este afirmat explicit în literatura evreiască din primul secol î.Hr. sau mai devreme, în funcție de datarea a textului din 2 Macabei :  

2 Macabei 7:28: 
Rogu-te, fiule, ca, la cer și la pământ căutând și văzând toate cele ce sunt într-însele, să cunoști că din ce n-au fost le-a făcut pe ele Dumnezeu și pe neamul omenesc așijderea l-a făcut.
În primul secol, Philon din Alexandria, un evreu elenizat, expune ideea de bază a creației ex nihilo, deși nu este întotdeauna consecvent, respinge ideea greacă a universului etern și susține că Dumnezeu a creat timpul însuși.  În alte locuri s-a susținut că el postulează materia preexistentă alături de Dumnezeu.  Dar alți cercetători majori, precum Harry Austryn Wolfson, văd că interpretarea ideilor lui Philon diferă și susțin că așa-numita materie preexistentă a fost creată. 
Saadia Gaon  a introdus creația ex nihilo în lecturile bibliei evreiești din secolul al X-lea d.Hr. în lucrarea sa Cartea credințelor și părerilor unde își imaginează un Dumnezeu mult mai minunat și mai atotputernic decât cel al rabinilor care au avut dominat până acum iudaismul, al cărui Dumnezeu a creat lumea din materia preexistentă. Astăzi evreii, ca și creștinii, tind să creadă în creație ex nihilo, deși unii erudiți evrei recunosc că Geneza 1: 1 recunoaște preexistența materiei căreia Dumnezeu îi dă formă.

### Islam
Majoritatea cercetătorilor islamului împărtășesc cu creștinismul și iudaismul conceptul că Dumnezeu este Prima cauză și creatorul absolut; nu a creat lumea din materia preexistentă.  
Cu toate acestea, unii savanți, aderând la o interpretare strict literală a Coranului, cum ar fi Ibn Taimiyya  care a pus bazele wahhabismului și ale învățăturilor contemporane, susțin că Dumnezeu a creat lumea din materie primordială, bazându-se pe versetele Coranului. 

### Citate
1. ↑  Bunnin & Yu 2008, p. 149.
2. ↑  Van Till 1990, p. 114.
3. ↑  Pruss 2007, p. 291.
4. ↑  Berlin 2011, p. 188-189.
5. ↑  Andrews 2000, p. 36,48.
6. ↑  Wasilewska 2000, p. 45,49,54.
7. ↑  Wasilewska 2000, p. 49-51,56.
8. ↑  Wasilewska 2000, p. 58-59.
9. ↑  Gregory 2008, p. 21.
10. ↑  Berlin 2011, p. 189.
11. ↑  Bandstra 1999, pp. 38–39.
12. ↑  Blenkinsopp 2011, p. 30.
13. ↑  Walton 2006, p. 183.
14. ↑  Bunnin & Yu 2008, p. 149.
15. ↑  Harry Austryn Wolfson,“The Meaning of Ex Nihilo in the Church Fathers, Arabic and Hebrew Philosophy, and St. Thomas”
16. ↑  McFarland, Ian A. In Adam's fall: a meditation on the Christian doctrine of original sin. Vol. 29. John Wiley & Sons, 2011, pp. 50-1, n. 13. External
17. ↑  May 2004, p. 179.
18. ↑  Craig D. Allert (24 iulie 2018). Early Christian Readings of Genesis One: Patristic Exegesis and Literal Interpretation. InterVarsity Press. pp. 213–. ISBN 978-0-8308-8783-5.
19. ↑  Oord 2014, p. 32.
20. 1 2  Oord 2014, p. 3-4.
21. ↑  Craig 2000, p. 105.
22. ↑  K. A. Mathews (1996). Genesis 1-11:26. B&H Publishing Group. pp. 141–. ISBN 978-0-8054-0101-1.
23. ↑  Paul Copan; William Lane Craig (iunie 2004). Creation Out of Nothing: A Biblical, Philosophical, and Scientific Exploration. Baker Academic. pp. 99–. ISBN 978-0-8010-2733-8.
24. ↑  James L. Kugel; James L Kugel (30 iunie 2009). Traditions of the Bible: A Guide to the Bible As It Was at the Start of the Common Era. Harvard University Press. pp. 62–. ISBN 978-0-674-03976-6.
25. ↑  David B. Burrell; Carlo Cogliati; Janet M. Soskice; William R. Stoeger (2 septembrie 2010). Creation and the God of Abraham. Cambridge University Press. pp. 33–. ISBN 978-1-139-49078-8.
26. ↑  May 2004, p. 10.
27. ↑  Institute for Christian Studies (1994). Hellenization Revisited: Shaping a Christian Response Within the Greco-Roman World. University Press of America. pp. 115–. ISBN 978-0-8191-9544-9.
28. ↑  Satlow 2006, p. 201-203.
29. ↑  Friemuth 2013, p. 128.
30. ↑  Husam Muhi Eldin al- Alousi The Problem of Creation in Islamic Thought, Qur'an, Hadith, Commentaries, and KalamNational Printing and Publishing, Bagdad, 1968 p. 29 and 96
31. ↑  Husam Muhi Eldin al- Alousi The Problem of Creation in Islamic Thought, Qur'an, Hadith, Commentaries, and KalamNational Printing and Publishing, Bagdad, 1968 p. 53